# Groupe Grosvenor
Le groupe Grosvenor est une société immobilière entièrement détenue par le duc de Westminster et sa famille.

## Histoire
À l'origine, les ancêtres du duc sont de grands propriétaires terriens à Mayfair, Belgravia et Knightsbridge, des terrains entrés dans la famille au XVIIe siècle. Leur domaine était connu sous le nom de Manoir Ebury et s'étendait du sud du quartier de Chelsea au nord de Hyde Park.
Ils ont aussi développé Pimlico mais ont par la suite vendu leurs actifs dans cette région.
Dans les années 1970, le groupe investit dans l'immobilier à Honolulu, et ouvre un bureau à San Francisco. En 1982, les investissements immobiliers de la famille à l'international pèsent 800 millions de dollars (Grosvenor Estate non-inclus). La famille finance la moitié de la construction du Wells Fargo Center à Los Angeles.
Dans la deuxième moitié du XXe siècle, Grosvenor Estate loue ses emplacements londoniens à plus de 30 ambassades étrangères, dont l'ambassade des États-Unis au Royaume-Uni située sur Grosvenor Square. Il s'agit de la seule ambassade américaine au monde dont le bâtiment n'est pas la propriété des États-Unis. Après la seconde guerre mondiale, le gouvernement américain demande à devenir propriétaire de son ambassade londonienne. La famille réplique que cette demande serait accordée si les États-Unis restituaient les 5 000 hectares de terre en Floride confisqués aux Grosvenor depuis la guerre d'indépendance des États-Unis. Cette réponse coupa court aux négociations,. En 2008, le groupe Grosvenor initie le processus de fin de contrat de location.
En mars 1999, le groupe Grosvenor déménage son siège social au 70 Grosvenor Square. En 2005, le groupe rachète une partie de l'immobilier commercial de Michel Ohayon pour 110 millions d'euros. En 2014, le PDG de Studyrama Jean-Cyrille Boutmy rachète les marchés Serpette et Paul-Bert au groupe Grosvenor pour une somme estimée entre 25 et 30 millions d'euros. Le groupe revend aussi £240 millions de son portfolio immobilier à Londres. En 2016, le groupe Grosvenor crée un fonds d'investissement focalisé sur l'Afrique subsaharienne. En 2018, le groupe annonce se lancer dans l'investissement de l'immobilier à Paris, puis acquiert un immeuble de 1800 m² à Levallois-Perret l'année suivante, financé par Arkéa Banque Entreprises et Institutionnels .